# 莱特飞行器
萊特飛行器（也被稱為小鷹號、飛行者一號或1903飛行者）是一台於1903年12月17日，成功實現首次由人類駕駛的重於空氣的動力持續飛行的飛機，這標誌著航空先驅時代的開始。這架飛機是由萊特兄弟設計並駕駛。
該架飛機採用單座雙翼設計，機翼略微下垂，前部配有雙升降舵（前翼），後部配有雙向舵。它使用一台12馬力（9千瓦）的汽油引擎驅動兩個推式螺旋槳。採用了「機翼翹曲」技術，使得飛行相對不穩定且難以操縱。萊特兄弟在北卡羅來納州基蒂霍克以南約4英里（現屬殺手丘鎮）的地方進行了四次飛行。在第四次也是最後一次飛行中，飛機飛行了852英尺（260公尺），但在著陸時受損，幾分鐘後被強風吹翻而毀壞。
此後，這架飛機再也沒有飛行過，但被運回家並由奧維爾修復。最初，這架飛機在倫敦科學博物館的榮譽位置展出，直到1948年，解決了一場關於優先權的激烈爭議後，才得以在史密森尼学会展出。現在，它被陳列在華盛頓特區的美国国家航空航天博物馆中。

## 設計與施工
萊特飛行器的設計是基於萊特兄弟在1900年至1902年期間在基蒂霍克測試萊特滑翔機的經驗。他們最後一架滑翔機「1902年滑翔機」啟發了萊特飛行器的。
1903年，萊特兄弟製造了萊特飛行器，使用北美雲杉作為機身的直材（如翼梁）和白蜡树作為彎曲部件（如翼肋）。機翼的設計採用了1/20的弧度，機翼的布料是100%棉質平紋細布，名為“西方的驕傲”，一種用於女性內衣的布料。其經線密度為每吋107根，緯線密度為每吋102根，總線密度為209根。由於找不到合適的汽油引擎，他們萊特兄弟委託僱員查理·泰勒重頭開始設計一款新的輕量級12馬力（9千瓦）汽油發動機，重180磅（82公斤），配有一個1美製加侖（3.8公升）的燃油箱。這款引擎採用借鑒自自行車技術的鏈條驅動兩個手工製作的螺旋槳。為了避免力矩效應影響飛機操縱，其中一個傳動鏈被交叉，使螺旋槳朝相反方向旋轉。
根據泰勒的說法：
他們設計了四個氣缸，估計缸徑和衝程為四英寸。製造這個引擎花了六週。完成的引擎重180磅，在每分鐘1025轉時能產生12馬力。第一台引擎的機體是鑄鋁製成的，透過車床鑽孔來安裝獨立汽缸。活塞是鑄鐵製成的，並且經過加工和開槽以安裝活塞環，活塞環也是由鑄鐵製成的。一加侖的油箱懸掛在機翼支柱上，汽油透過重力透過一根管子輸送到引擎。燃油閥是一個普通的煤氣燈旋塞。沒有我們今天所知的化油器，燃油被輸送到進氣歧管的淺室。沒有火星塞，火花是透過在燃燒室內打開和關閉兩個接觸點產生的。乾電池用於啟動發動機，然後切換到從代頓電氣公司購買的磁電機。飛機上沒有電池。幾段傳聲筒被用在散熱器中。在將引擎裝箱運送到基蒂霍克之前，進行了封閉測試。
8.5英尺（2.6公尺）長的螺旋槳是基於他們風洞資料中的第九號翼型，提供了不同攻角下最佳的「滑翔角」。螺旋槳透過印第安納波利斯鏈條公司的鏈條與引擎連接，鏈輪減速比為23比8。威爾伯計算出轉速較慢的螺旋槳產生的推力更大，並且兩個螺旋槳比一個高速旋轉的螺旋槳更好。螺旋槳由三層雲杉層壓製成，尖端覆蓋鴨帆布，整個螺旋槳塗有鋁漆。:178–186
1903年11月5日，萊特兄弟在基蒂霍克測試他們在萊特飛行者上的發動機，但在調試發動機時，螺旋槳的輪轂鬆動了。驅動軸被送回代頓進行修理，並於11月20日返回，發現其中一個螺旋槳軸上有一條細小的裂縫。奧維爾於11月30日返回代頓，製造了新的彈簧鋼軸。12月12日，兄弟倆在萊特飛行器上安裝了新的軸，並在他們的60英尺（18米）發射軌道系統上進行了測試，這個系統包括一個帶輪子的發射滑車。根據奧維爾的說法：
我們設計的螺旋槳在每分鐘330轉（發動機約950轉）時提供90磅（41公斤）的推力，我們認為這是重630磅（290公斤）的飛行器所需的推力。
在實際測試中，他們達到了每分鐘351轉的螺旋槳轉速，推力為132磅（60公斤），足以推動重700磅（320公斤）的飛行器。:194–201
萊特飛行器是一種鴨式雙翼佈局，翼展為40英尺4英寸（12.29米），彎度為1/20，翼面積為510平方英尺（47平方米），長度為21英尺1英寸（6.43米）。由於引擎比奧維爾或威爾伯重30到40磅（14到18公斤），右翼比左翼長4英吋（10公分）。無人駕駛時，飛行器重605磅（274公斤）。像滑翔機一樣，飛行員趴在下翼上，頭朝向機頭，以減少阻力。飛行員位於中心線左側，而引擎在中心線右側。飛行員透過移動臀部搖籃來控制方向。搖籃拉動鋼絲使機翼變形，同時轉動方向舵，實現協調飛行。飛行員用左手操作升降舵桿，右手握住支柱。萊特飛行者的「跑道」是一條由2x4木條組成的60英尺（18公尺）長的軌道，兄弟倆稱其為「交匯鐵路」。萊特飛行者的滑橇放在一個發射滑車上，這個滑車由一塊6英尺（1.8公尺）長的木板和一個帶輪子的木製部分組成。兩個串聯滾珠軸承輪由自行車輪轂製成。一根約束鋼絲在發動機運轉和螺旋槳旋轉時將飛機固定，直到飛行員準備好釋放:202–204
萊特飛行者上有三個儀器：一個維德發動機轉速記錄器測量螺旋槳的轉數；一個秒錶記錄飛行時間；一個理查德手持風速計，安裝在前中央支柱上，記錄飛行距離（單位為米）:213

## 飛行試驗

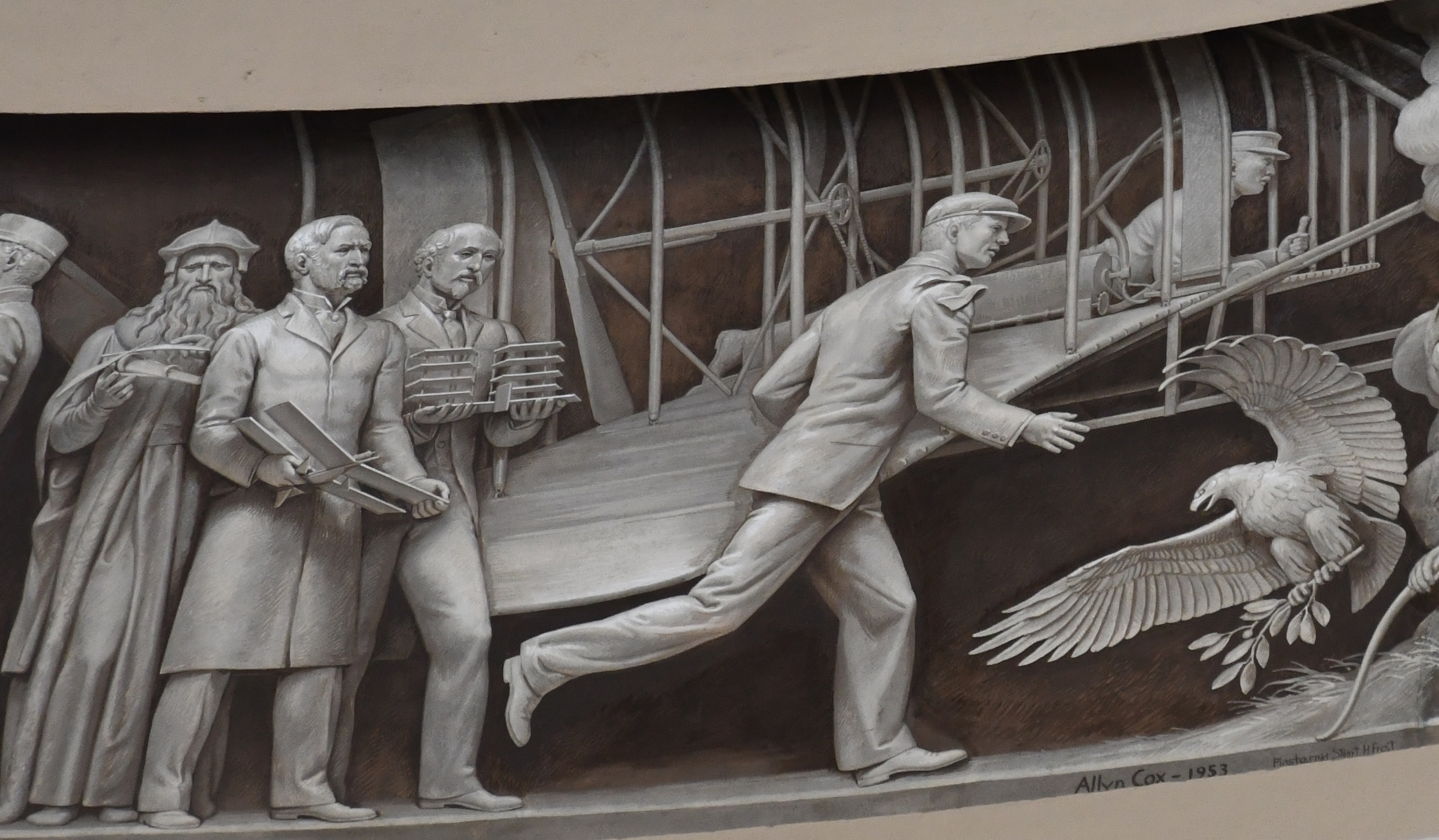
美國國會大廈圓形大廳內展示的美國歷史細節《航空的誕生》中的飾帶，描繪了列奥纳多·达·芬奇、塞缪尔·兰利、奧克塔夫·沙努特和萊特飛行器的首次飛行。

在返回基蒂霍克後，萊特兄弟於1903年完成了飛行器的組裝，同時利用前一年使用的1902年滑翔機進行練習。到12月14日，他們覺得已經準備好進行首次動力飛行。在附近美國救生服務中心工作人員的幫助下，眾人將飛行器和發射軌道搬到附近的屠魔崗斜坡上，打算藉助重力起飛。透過拋硬幣決定由誰先駕駛，威爾伯贏得了機會。然而，在飛機離開軌道後，威爾伯拉起得太急，導致飛機失速，在飛行105英尺（32公尺）後墜落，用時3.5秒，但損傷不大。
第一次飛行失敗後的修復工作花了三天。 12月17日，當他們再次準備好時，風速平均超過每小時20英里（32公里），所以兄弟倆將發射軌道放在平地上，朝向風向，靠近他們的營地。這次起飛由風提供所需的空氣速度，而不是斜坡。由於威爾伯已經有第一次機會，這次輪到奧維爾操控。他的第一次飛行持續了12秒，飛行總距離為120英尺（37公尺），比波音747的翼展還要短。
萊特兄弟輪流進行了四次短暫的低空飛行。這幾次飛行的路徑基本上都是直線，沒有嘗試轉彎。每次飛行都以顛簸和意外著陸結束。最後一次飛行由威爾伯進行，覆蓋了852英尺（260公尺），用時59秒，比前三次飛行的120、175和200英尺（37、53和61公尺）分別用時12、12和15秒長得多。第四次飛行降落時打壞了前部升降舵支架，萊特兄弟原本希望修復後進行一次到基蒂霍克村四英里（6公里）的飛行。不久後，一陣強風將飛行器翻滾並嚴重損壞，再也無法迅速修復。飛行器再也沒有飛行過。

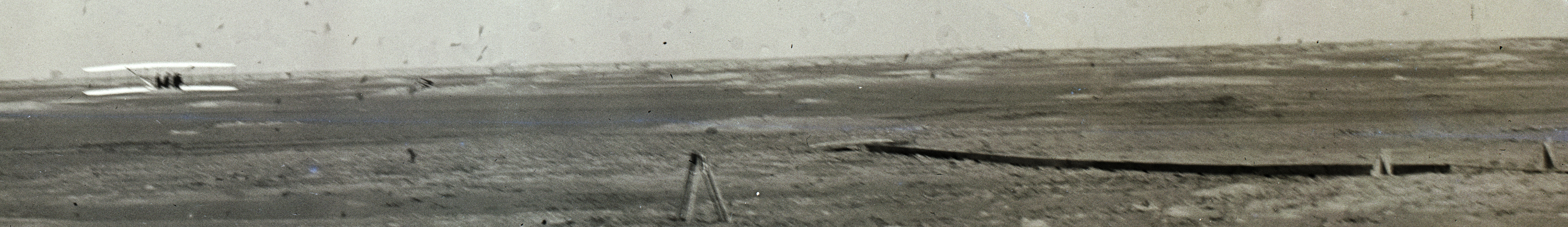
萊特飛行器著陸後的遠景，從起點拍攝，翼托位於圖片中央，發射軌道位於右側。這次飛行是1903年12月17日的第四次也是最後一次飛行，也是紀錄中最長的一次：用時59秒飛越 852英尺（260公尺）。這張照片於1908年向公眾對外發表。

1904年，萊特兄弟繼續完善他們的設計和飛行技術，以實現完全控制的飛行。他們在這個目標上取得了重大進展，首先是在1904年使用萊特飛行器二號，隨後更加決定性的進展出現在1905年，即萊特飛行器三號。威爾伯在1905年10月5日進行了一次持續39分鐘、飛行24英里（39公里）的無間斷環繞飛行。

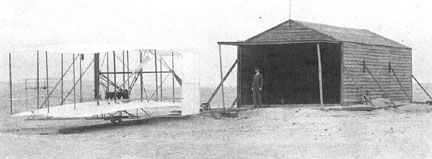
萊特飛行器與機庫
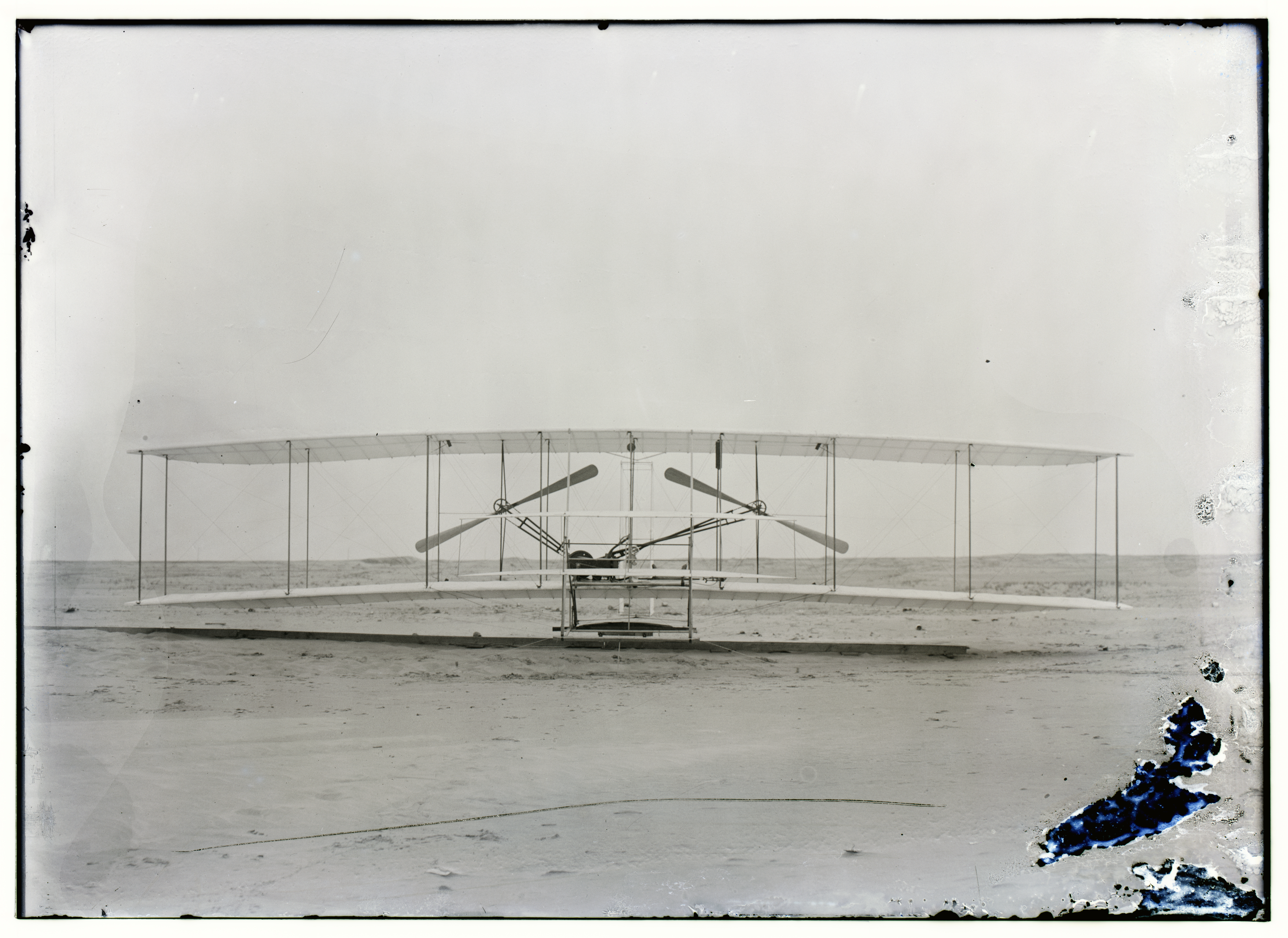
萊特飛行器的前視圖
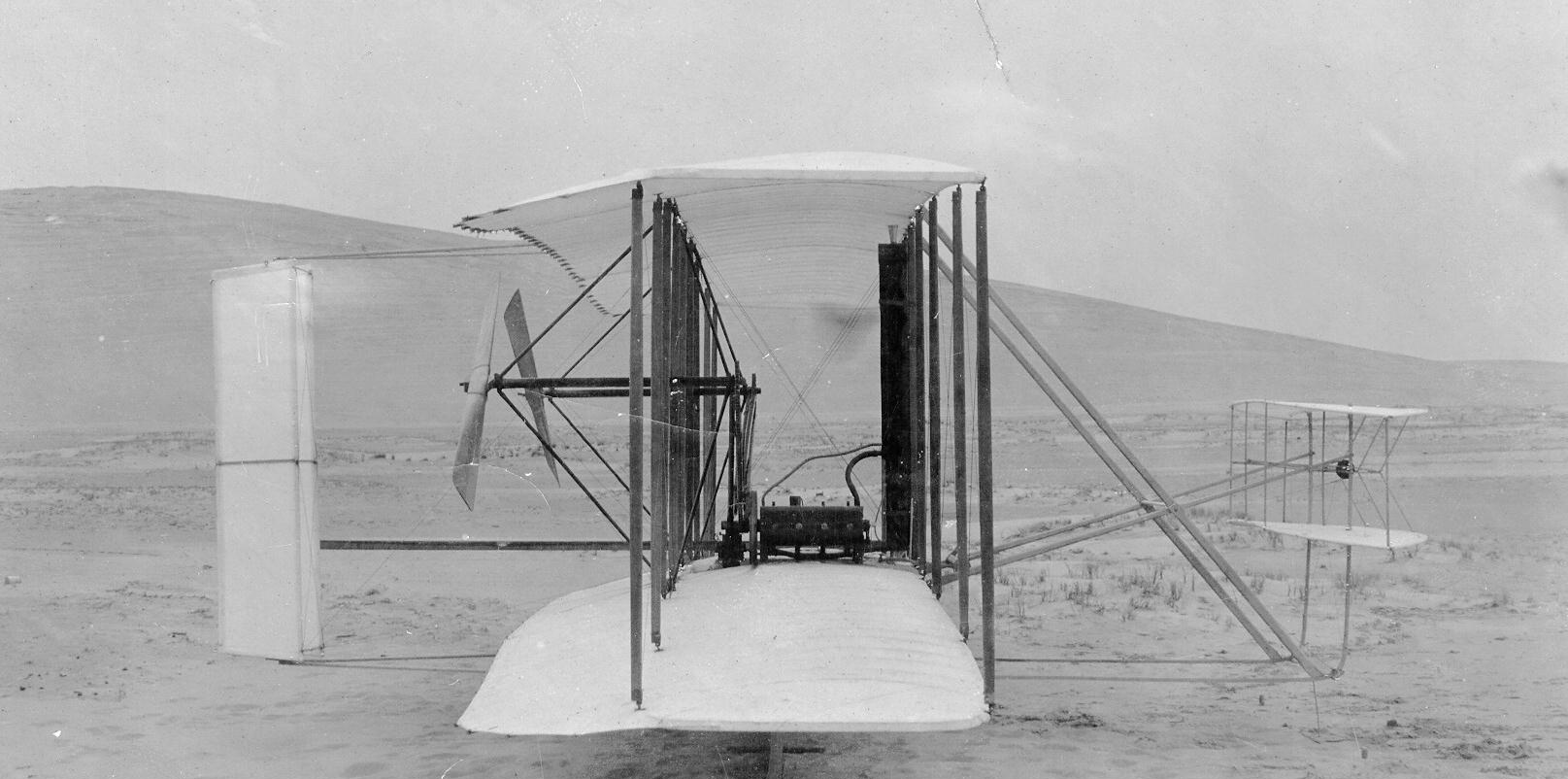
萊特飛行器的測視圖
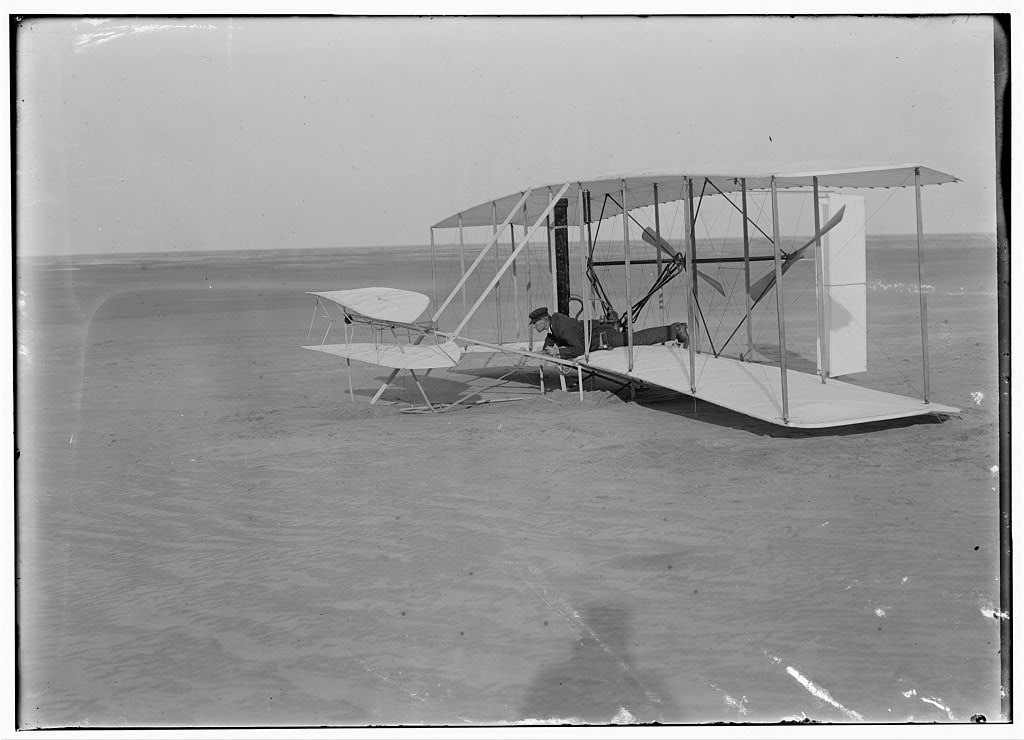
試驗失敗後，威爾伯在受損的萊特飛行器中俯臥在地面上

## 影響

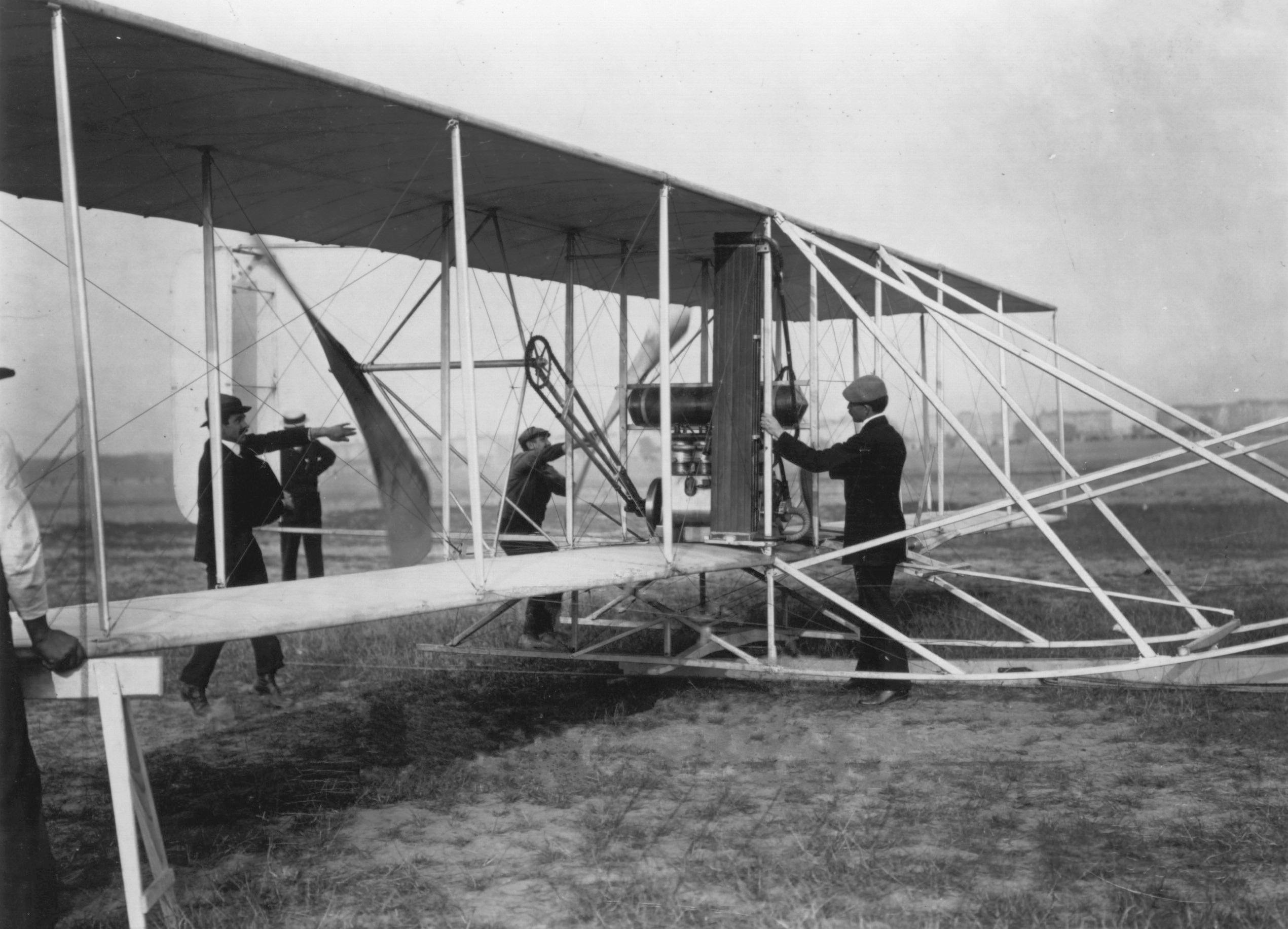
萊特軍用飛行器A型與奧維爾·萊特在柏林-滕珀尔霍夫机场。

萊特飛行器系列是第一批實現受控重於空氣飛行的飛機，但萊特兄弟用於實現這一目標的某些機械技術並未對整個航空發展產生影響，儘管他們的理論成就卻很重要。萊特飛行器的設計依賴於由駕駛員座椅下的髖部固定器控制的翼彎曲和用於縱向控制的前平尾或「鴨翼」，這些特徵不適用於擴展並且生產出難以控制的飛機。萊特兄弟開創性地使用翼尖扭轉來實現「萊橫滾控制，從而導致後來的仿效者，如格倫·柯蒂斯和亨利·法爾曼，更實用地採用了副翼。
萊特兄弟最初的同時協調的橫滾和偏航控制概念，透過後方方向舵的偏轉來實現。這一概念在1902年被發現，並在1903年至1905年間得到了完善，並於1906年申請專利。這種控制方法代表了受控飛行的解決方案，如今幾乎所有固定翼飛機都在使用。萊特兄弟的專利包括使用鉸接而非翼彎曲表面作為前平尾和後方方向舵。使飛行器成功的其他特點包括高效的機翼和螺旋槳，這些得益於萊特兄弟嚴格的風洞測試和早期自製發動機提供的邊緣動力；低速飛行（因此事故發生後存活率較高）；以及漸進的測試和開發方法。飛機設計的未來取決於剛性機翼、副翼和後方控制面。1868年的英國副翼技術專利在20世紀初顯然已經完全被遺忘。

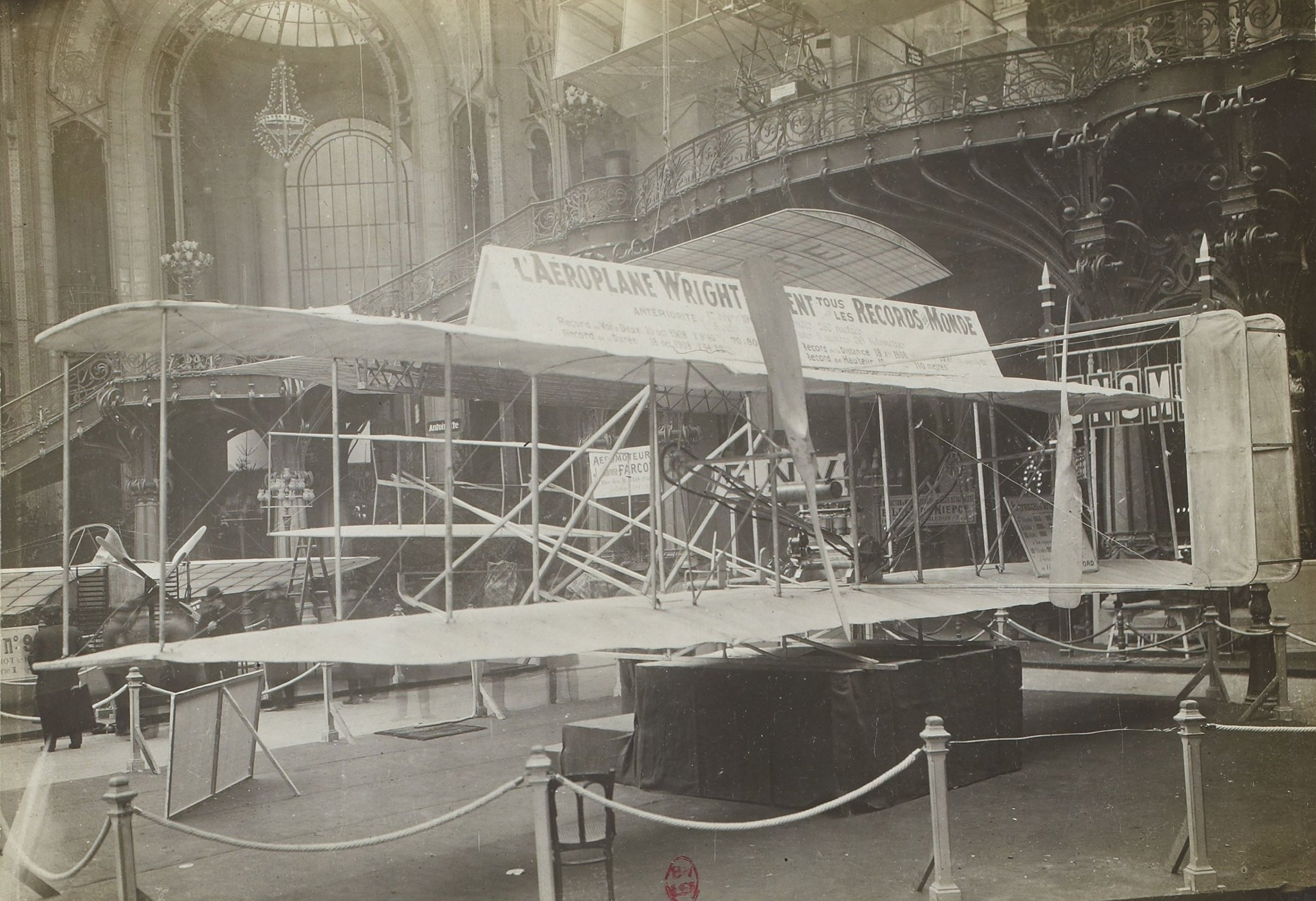
萊特飛行器展示於巴黎航展，攝於1908年。

萊特兄弟在1904年1月向媒體發表了一份聲明，並於同年5月進行了一次失敗的公開展示後，便不再公開宣傳他們的努力。媒體普遍認為，是其他飛行員（尤其是亞伯托·桑托斯·杜蒙）在很多年前就已經超越了他們。直到1908年8月8日在法國成功進行了示範飛行後，他們才被公認為先驅，並受到廣泛的媒體報道。

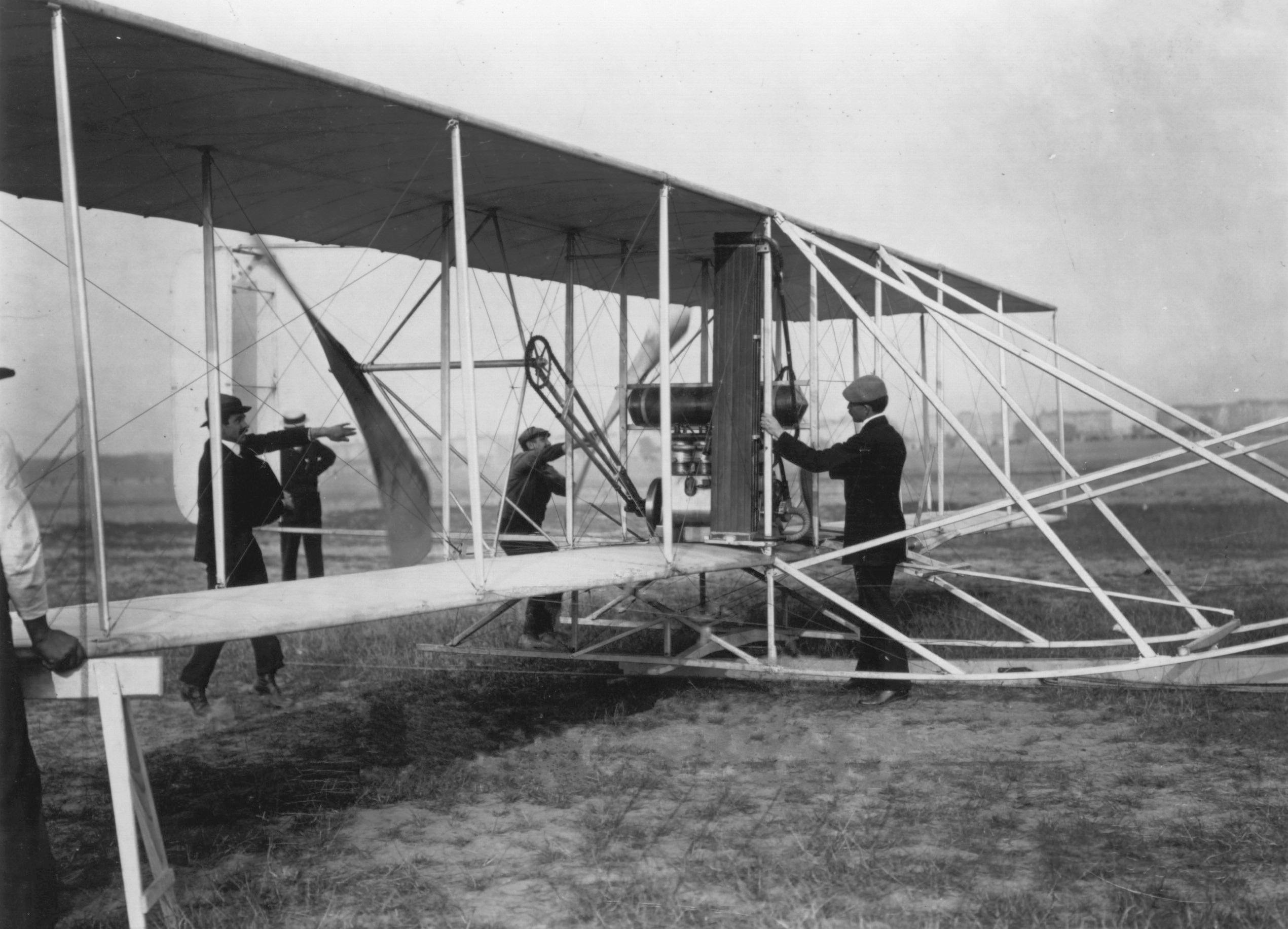
典藏於於美國空軍國家博物館的萊特B型（複製品）

1909年，萊特軍用飛行器A型在成功測試後成為世界上第一架軍用飛機，測試於1909年6月3日進行。這架飛機由軍方購買，但從未在戰鬥中使用過；然而，它被用來訓練一些飛行員。 1911年，它被捐贈給史密森尼學會，並在國家航空航天博物館的早期飛行展覽中展出。萊特兄弟還生產了一個改進版本萊特B型，這個版本以較大的數量被軍方使用：「用於訓練飛行員和進行空中實驗」，包括對「瞄準器和投彈裝置」的測試。
萊特兄弟正確看待專利控制問題的關鍵性，並獲得了廣泛的美國專利，旨在使他們擁有基本的空氣動力學控制權。這場爭端在美國和歐洲法庭上進行了激烈的爭鬥。歐洲設計師幾乎未受到訴訟的影響，繼續進行自己的發展。在美國，這場法律戰鬥對新生的美國飛機工業產生了沉重的打擊，甚至到了美國在1917年參加第一次世界大戰時，美國「只有六架[美國製造的]飛機和十四名訓練有素的飛行員」。這些數字在隨後的幾年中大幅增加，但在戰爭期間，所有美國飛行員駕駛的戰鬥機都是由歐洲設計和製造的。

### 穩定性
萊特飛行器最初被構想為一種控制式鴨翼，因為萊特兄弟更關注的是控制能力而非穩定性。然而，實際上發現它非常不穩定，幾乎無法控制。在代頓附近的飛行測試中，萊特兄弟認識到這個問題，他們試圖通過在飛機機頭增加重量來向前移動重心，以減少俯仰不穩定性。萊特兄弟當時並未理解鴨式佈局所涉及的基本俯仰穩定性原理。航空專家F.E.C. Culick指出：“飛行力學理論和理解的普遍落後狀態阻礙了他們……事實上，他們知識中最嚴重的缺陷可能正是在選擇鴨式佈局時犯下的無意錯誤。根據航空作家哈里·孔姆斯的觀點，「萊特兄弟的設計採用了『平衡』的前平尾……移動表面在鉸鍊或軸心兩側等距離延伸，與『追蹤』配置形成對比……後者在飛行中將增強可控性。」
奧維爾·萊特對他們稱之為「前方舵」的平尾寫道：“我發現前舵的控制非常困難，因為它的平衡點太靠近中心，一旦啟動就有自轉的傾向，導致舵頭在一側轉動太遠，然後在另一側也轉動太遠。因此，這些早期的飛行受到了過度控制的困擾。:103,214–215

## 保存過程
萊特飛行器經歷首次飛行後，萊特兄弟回到代頓過聖誕節。儘管他們放棄了其他滑翔機的研究，但他們意識到這架飛行器具有重要的歷史意義。他們將嚴重損壞的飛行器運回代頓，並存放在萊特公司一間棚子後面的箱子裡，總共存放了九年。1913年3月，由於代頓大洪水的災害，這架飛行器被覆蓋在泥水中長達11天。
1948年，查理泰勒在一篇文章中提到，萊特兄弟幾乎考慮過要處理飛機。 1912年初，萊特兄弟的展覽隊經理羅伊·克納本舒與威爾伯交談，詢問他們打算如何處理飛行器。威爾伯表示，他們很可能會像處理1904年的機器一樣將其銷毀。據泰勒所述，克納本舒說服威爾伯保留飛行器作為歷史文物的一部分。
1910年，萊特兄弟曾提議將飛行器捐贈給史密森尼學會作為展品，但遭到拒絕，表示願意接受萊特兄弟的其他航空器物。1912年威爾伯去世後，奧維爾在1916年將飛行器從存放處取出，並為其準備在麻省理工学院展出做了一些修復工作。他更換了部分機翼覆蓋物、螺旋槳以及引擎的曲軸箱、曲軸和飛輪。原發動機的曲軸箱、曲軸和飛輪曾於1906年被送往紐約的美國航空俱樂部展出，後來未能歸還給萊特兄弟。目前在莱特兄弟国家纪念馆的遊客中心展出的複製曲軸箱，是當時經過修復的一部分。

### 史密森尼學會辯論
在與史密森尼學會的爭議中，該學會及其當時的秘書查爾斯·沃爾科特拒絕承認萊特兄弟是第一位成功進行動力驅動、可控制飛行的飛行器的飛行者。相反，他們向曾任史密森尼學會秘書的塞缪尔·兰利致敬，儘管蘭利在波托马克河上進行的1903年「飛機場號」試驗並不成功。但沃爾科特是蘭利的朋友，並希望看到蘭利在航空歷史中的地位恢復其名譽。1914年，格倫·柯蒂斯在與萊特兄弟的專利侵權法律戰中經歷了上訴程序的耗竭。柯蒂斯試圖證明蘭利的機器能夠進行受控、駕駛飛行，試圖使萊特兄弟的廣泛專利無效。
史密森尼學會將「飛機場號」從展覽中撤下，並在紐約州凱尤卡湖為其準備了試飛。柯蒂斯稱這些準備為「修復」，聲稱只是增加了浮筒以支持在湖上的測試，但專利律師格里菲斯·布魯爾等批評者認為這是對原始設計的改動。柯蒂斯最後親自駕駛改裝後的飛機場號，但該飛行機每次只在湖面上跳躍幾英尺，飛行時間為5秒。
1916年至1928年期間，奧維爾在萊特公司技工吉姆·雅各布斯的監督下，多次為萊特飛行器準備展覽和組裝。它曾於1916年在馬薩諸塞理工學院短暫展出，1917年和1919年在紐約航空展上展出，1918年在俄亥俄州代頓市国际汽车工程师学会年會上展出，以及1924年在代頓市的全國航空比賽展出。
1925年，奧維爾試圖透過警告史密森尼學會，表示如果學會不承認他和威爾伯的成就，他將會把萊特飛行器送到倫敦科學博物館展出。但這項威脅沒有達到預期效果。1928年1月28日，奧維爾將萊特飛行器運送到倫敦，並在那裡展出，處於「最高榮譽的位置」，第二次世界大戰期間，萊特飛行器被移動到距離科舍姆100英里（160公里）的地下儲存設施。
1942年，史密森尼學會在新任秘書查尔斯·格里利·阿博特的領導下，發布了一份清單，列出了柯蒂斯對「飛機場號」的35項改動，並撤銷了長期對該飛行器的聲明。阿博特接著表達了四個遺憾，包括學會在支持萊特兄弟專利訴訟中未能成功、有關“萊特飛行器”首次飛行後改動的錯誤信息，以及公開宣稱將“第一架能夠自由持續飛行的飛機」歸功於蘭利。史密森尼學會1942年年度報告的條目以以下聲明開頭：「廣泛認可，萊特兄弟於1903年12月17日在北卡羅來納州基蒂霍克首次駕駛比空氣重的機器，以進行持續飛行。」，並承諾：「如果萊特博士決定寄存該飛機……它將得到它應得的最高榮譽位置。」
隔年，奧維爾在與艾伯特來往了數封信函後，同意將萊特飛行器送回美國。在複製品建造完成前，萊特飛行器一直留在科學博物館展出。史密森尼學會改變立場的這一決定也引發了爭議——包括飛行器是在幾項合約條件下賣給了史密森尼學會，其中之一條款如下：
史密森尼學會或其繼任者，以及史密森尼學會或其繼任者為美國政府管理的任何博物館或其他機構、局或設施，不得發布或允許顯示任何聲明或標籤，涉及或關於任何早於1903年萊特飛機的飛行器模型或設計，宣稱這類飛行器實際上能夠在控制飛行下載人飛行。

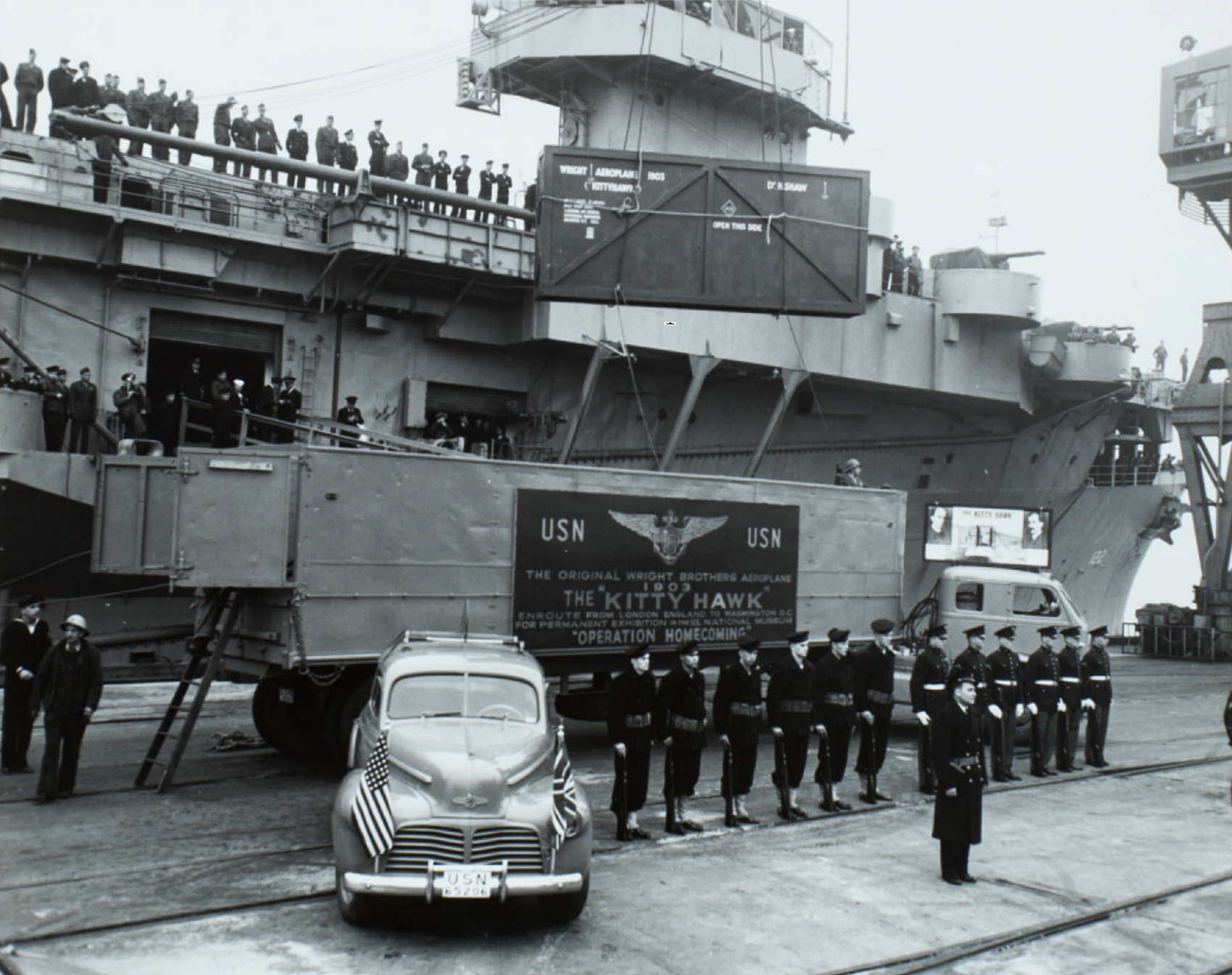
萊特飛行器在20年後返回美國，由帛琉號運輸。

1948年10月18日，萊特飛行器正式移交給美國民航空軍官員利文斯頓·L·薩特思韋特 ，該儀式上有英國各飛行組織的代表以及一些英國航空先驅人物，如阿利奧特·弗頓-羅爵士。
1948年11月11日，「萊特飛行器隨著1,111名乘客一同搭乘茅利塔尼亞號（1938年）抵達北美洲。當客輪停靠在新斯科細亞省的哈利法克斯時，史密森尼國家航空博物館的保羅·E·加伯會見了飛行器，並主持了後續的程序，監督其轉移至美國海軍航空母艦帛琉號，後者透過紐約港將飛行器遣返回國。在接下來的旅程中，飛行器繼續透過平闆卡車運送至華盛頓。在哈利法克斯，加伯會見了當時新斯科細亞省副省長約翰·A·D·麥卡迪。麥卡迪年輕時曾是亞歷山大·格拉漢姆·貝爾的「空中試驗協會」團隊成員之一，該團隊包括格倫·柯蒂斯，後來成為著名的航空先驅飛行員。在哈利法克斯的逗留期間，加伯和麥卡迪回憶了先驅航空時代和萊特兄弟的故事。麥卡迪還提供了加伯在將飛行器帶回家中所需的任何幫助。

### 典藏
萊特飛行器於1948年12月17日起，在史密森尼藝術與工業大樓中展出，正值飛行器首次飛行的45週年紀念日。（奧維爾已於當年1月去世，未能見證此刻。）1976年，萊特飛行器被搬至新建的國家航空航天博物館的「航空飛行里程碑」展廳。自2003年起，它一直在博物館的特別展覽「萊特兄弟與航空時代的發明」中展出，以紀念第一次飛行的100週年。

#### 1985年修復
1981年，史密森尼學會開始討論對萊特飛行器進行修復的必要性，因為經過多年的展覽後，飛行器的老化問題日益嚴重。在慶祝首次飛行78週年的儀式上，萊特兄弟的侄女之一哈羅德·S·米勒夫人（洛林的女兒伊文內特·萊特）向博物館捐贈了飛行器機翼的原始覆蓋物，她是從奧維爾繼承了這件文物，並表達了希望看到飛行器修復的願望。
飛行器上的這些覆蓋物來自1927年的修復工程，但因老化而變色並長有水斑。連接機翼垂柱的金屬扣件開始生鏽，對附近的織物造成了損害。 1985年，對飛行器的修復工作正式展開。修復工作由高級館長羅伯特·邁克什和萊特兄弟專家湯姆·克勞奇共同監督。博物館館長沃爾特·J·博恩決定在公眾視線內進行修復。
木框架進行了清潔，金屬部件上的鏽跡被清除。僅更換了飛行器的覆蓋物，新的覆蓋物更接近1927年修復時的原始狀態。為了保護引擎上的原始油漆，修復者在重新塗抹新油漆之前先塗抹了惰性蠟。
預計1985年的修復效果將持續75年，也就是2060年才需要再次進行修復。

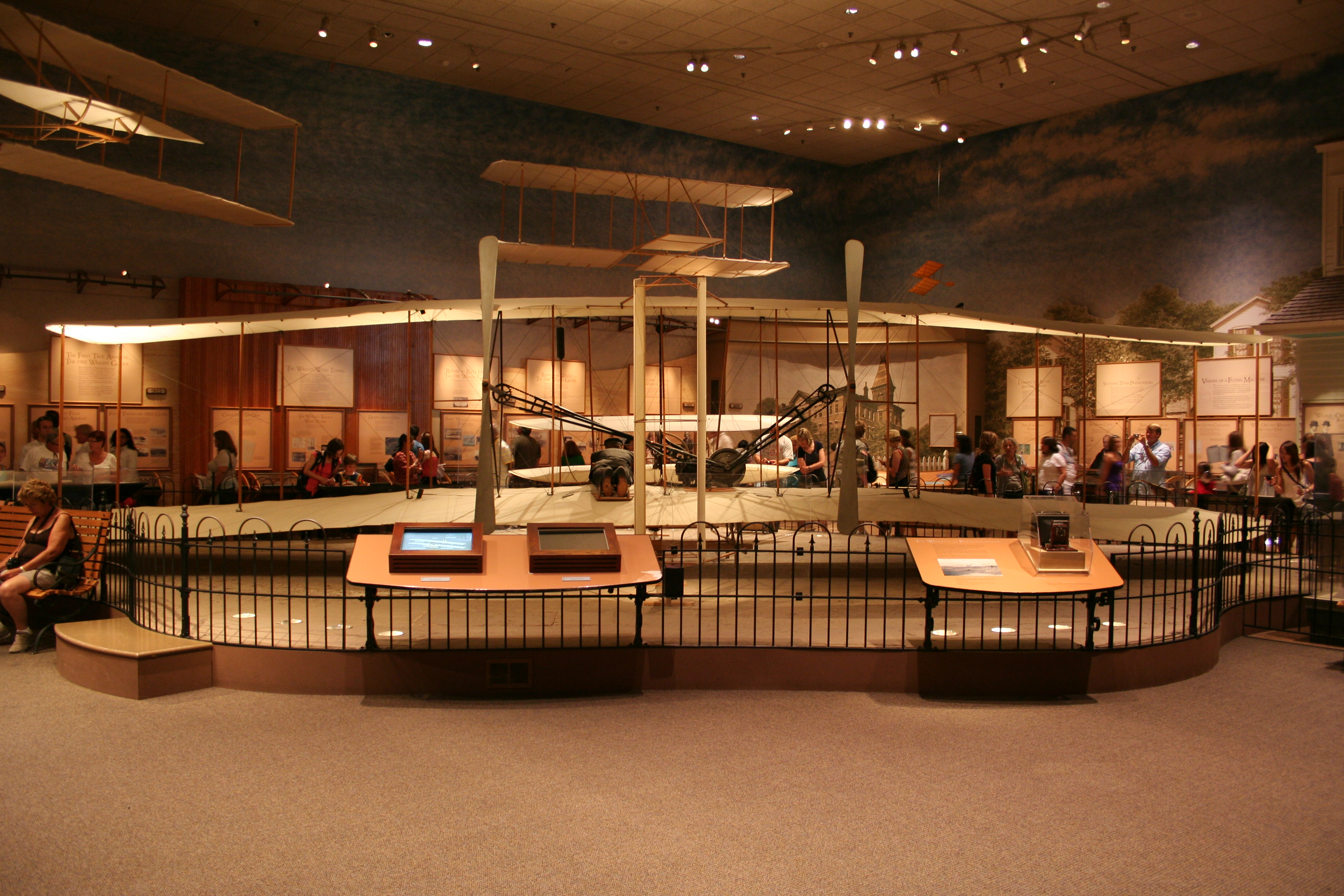
今典藏於美国国家航空航天博物馆的萊特飛行器
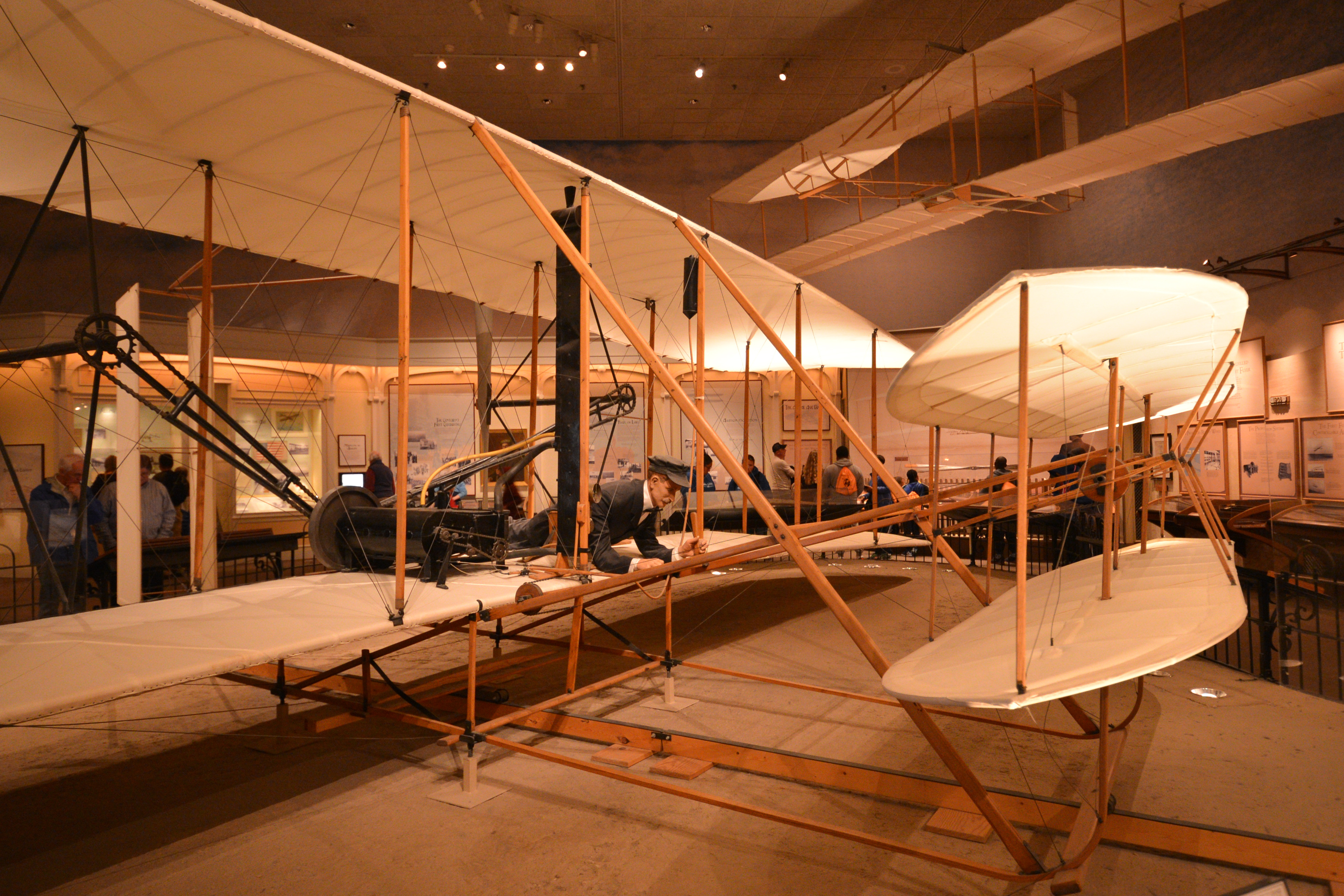
萊特飛行器今貌
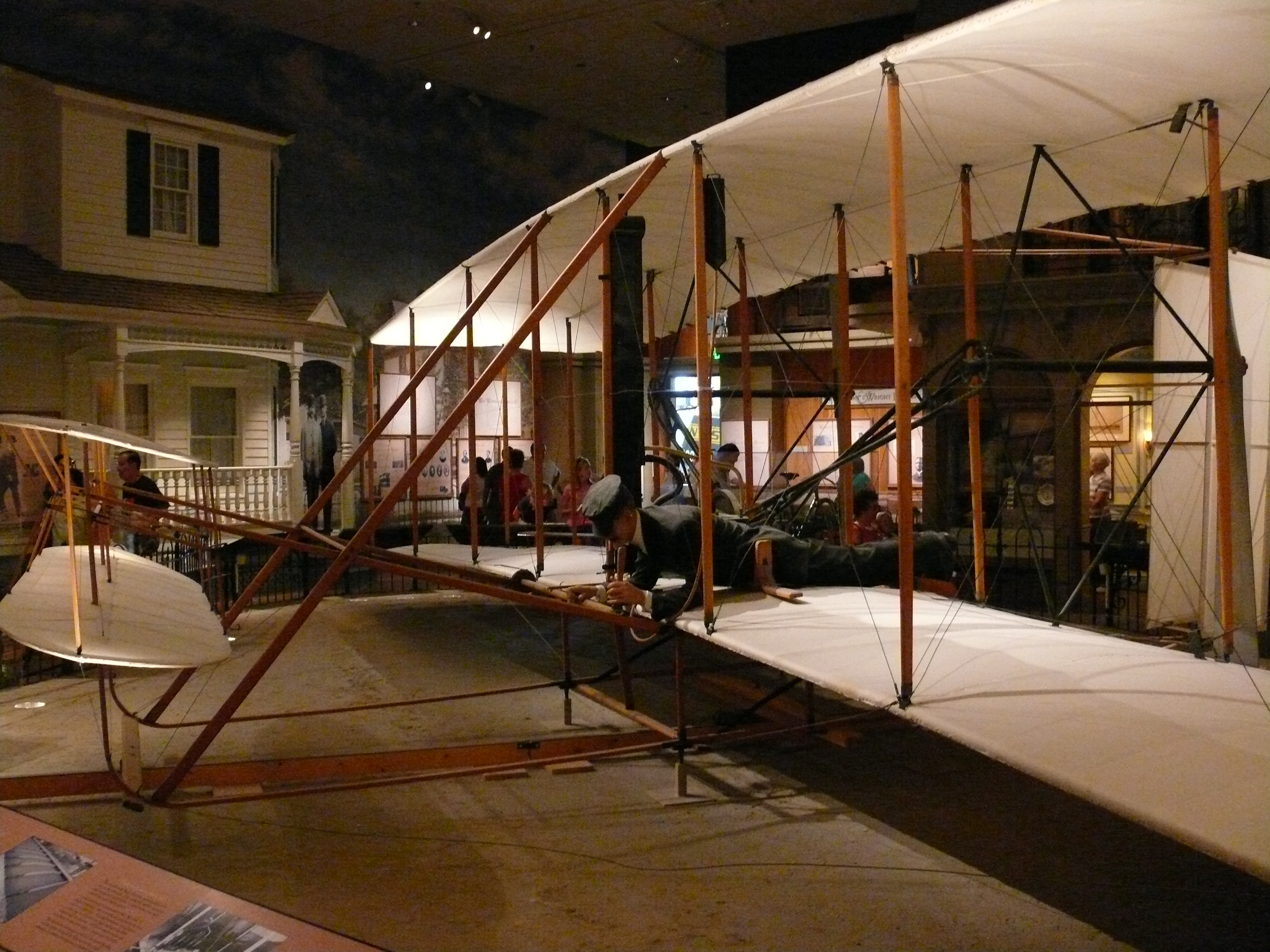
萊特飛行器今貌
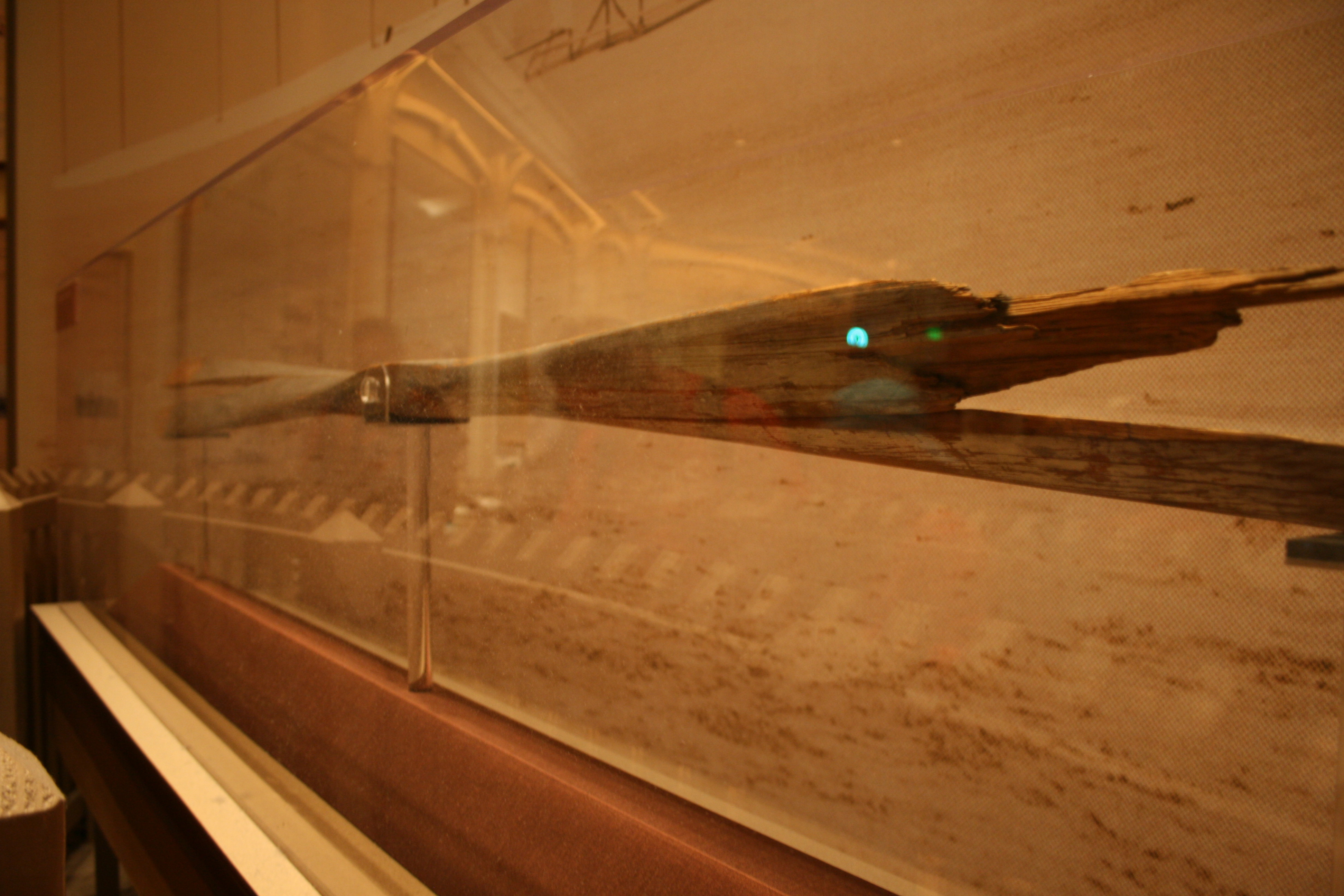
萊特飛行器的原始螺旋槳

## 複製品
1978年，23歲的肯·凱萊特在科羅拉多州建造了一架萊特飛行器的複製品，並在第一次飛行的75週年和80週年紀念日時在基蒂霍克進行了飛行。這個複製品的建造耗時一年，花費3000美元。
2003年12月17日，即100週年紀念日，美國飛行百年委員會與其他組織共同向公司徵集再現最初飛行的投標。由肯·海德領導的「萊特體驗」公司贏得了投標，並精心再現了原始萊特飛行器，以及許多原型滑翔機、風箏和後續的萊特飛機。完成的飛行器複製品被帶到基蒂霍克，飛行員凱文·科克斯伯格試圖在2003年12月17日上午10點35分，在基爾魔鬼山腳下附近的平地上再現最初的飛行。儘管飛行器先前已進行了幾次成功的試飛，但惡劣的天氣、雨水和微弱的風阻礙了在紀念日當天的成功飛行。海德的複製品現在展示在密西根州迪爾伯恩的亨利福特博物館。
美國航空航天學會洛杉磯分會在1979年至1993年間根據史密森尼學會1950年發布的原始萊特飛行器計劃，建造了一架全尺寸的1903年萊特飛行器複製品。這個複製品是為了風洞測試而建造的，以提供萊特飛行器設計的歷史準確的空氣動力學資料庫。該飛行器在加州河濱市的馬奇場空軍博物館展出。美國及全球各地展示的許多靜態展示用的非飛行複製品，使其成為歷史上「先驅」時代中最多複製的單架飛行器之一，與路易·布莱里奥1909年橫渡英吉利海峽的布萊里奧11號飛機的複製品數量相匹敵，其中一些是可飛行的。

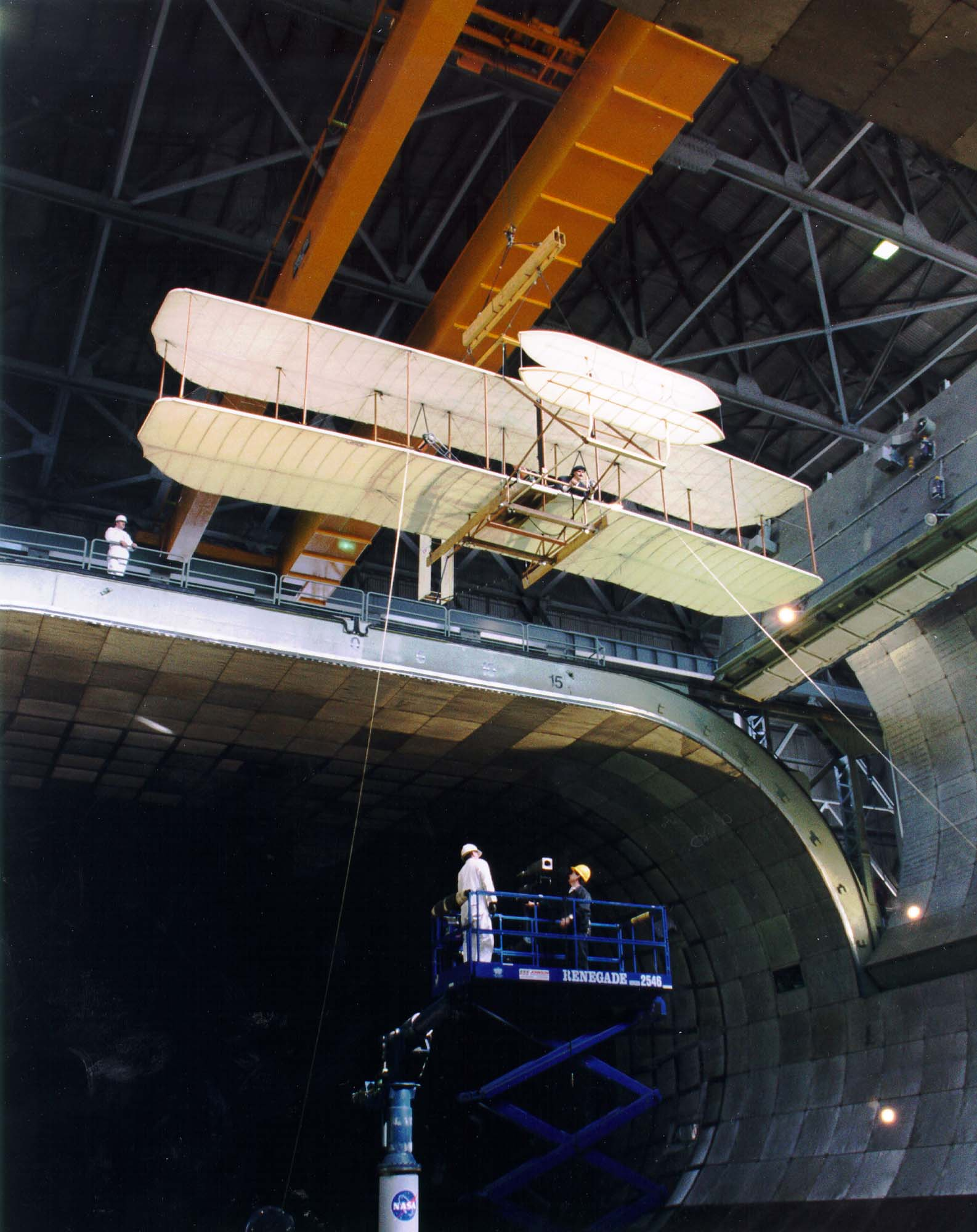
美国航空航天学会的萊特飛行器複製品正在NASA風洞中接受測試。
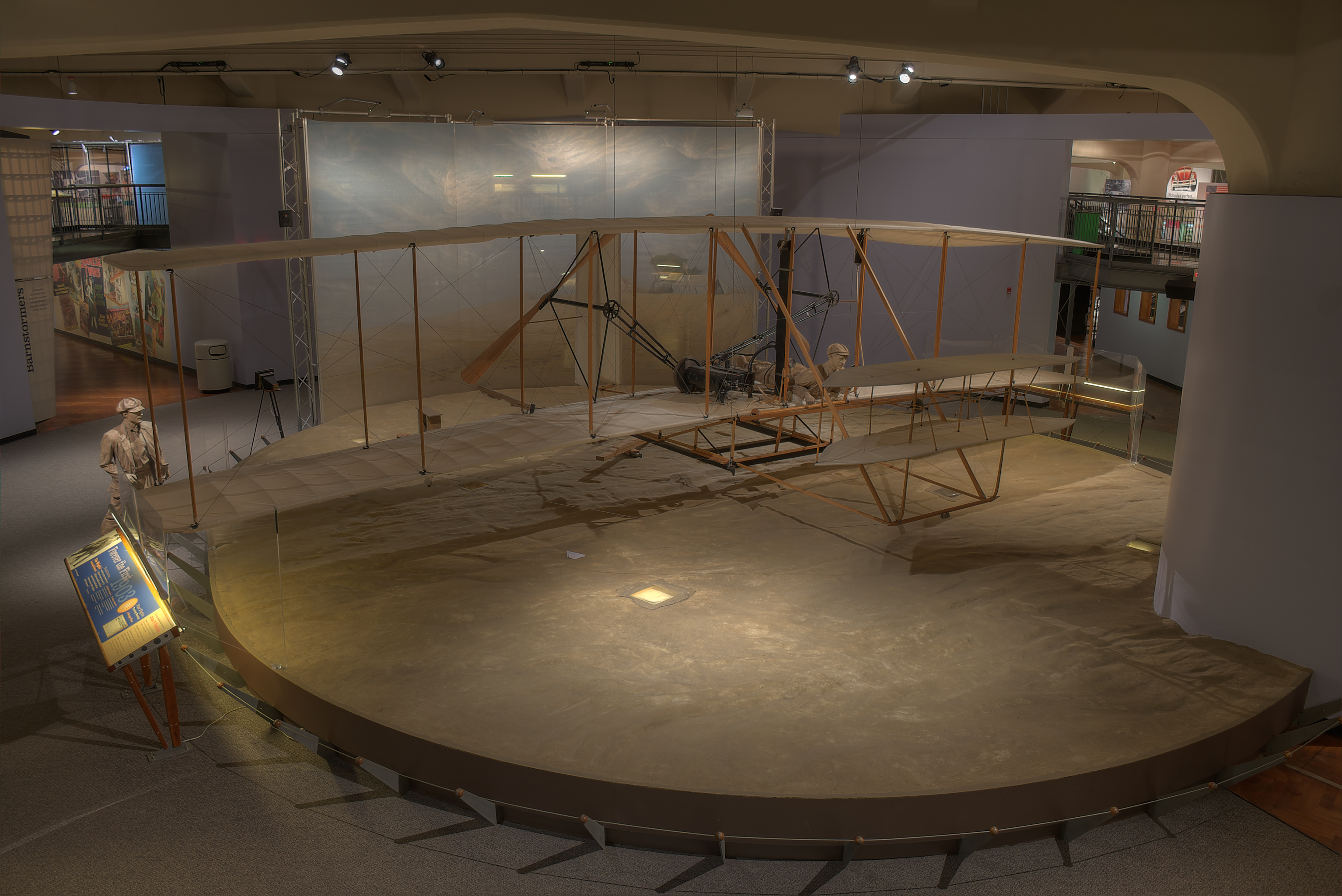
亨利·福特博物館（英语：The_Henry_Ford）的萊特飛行器複製品。
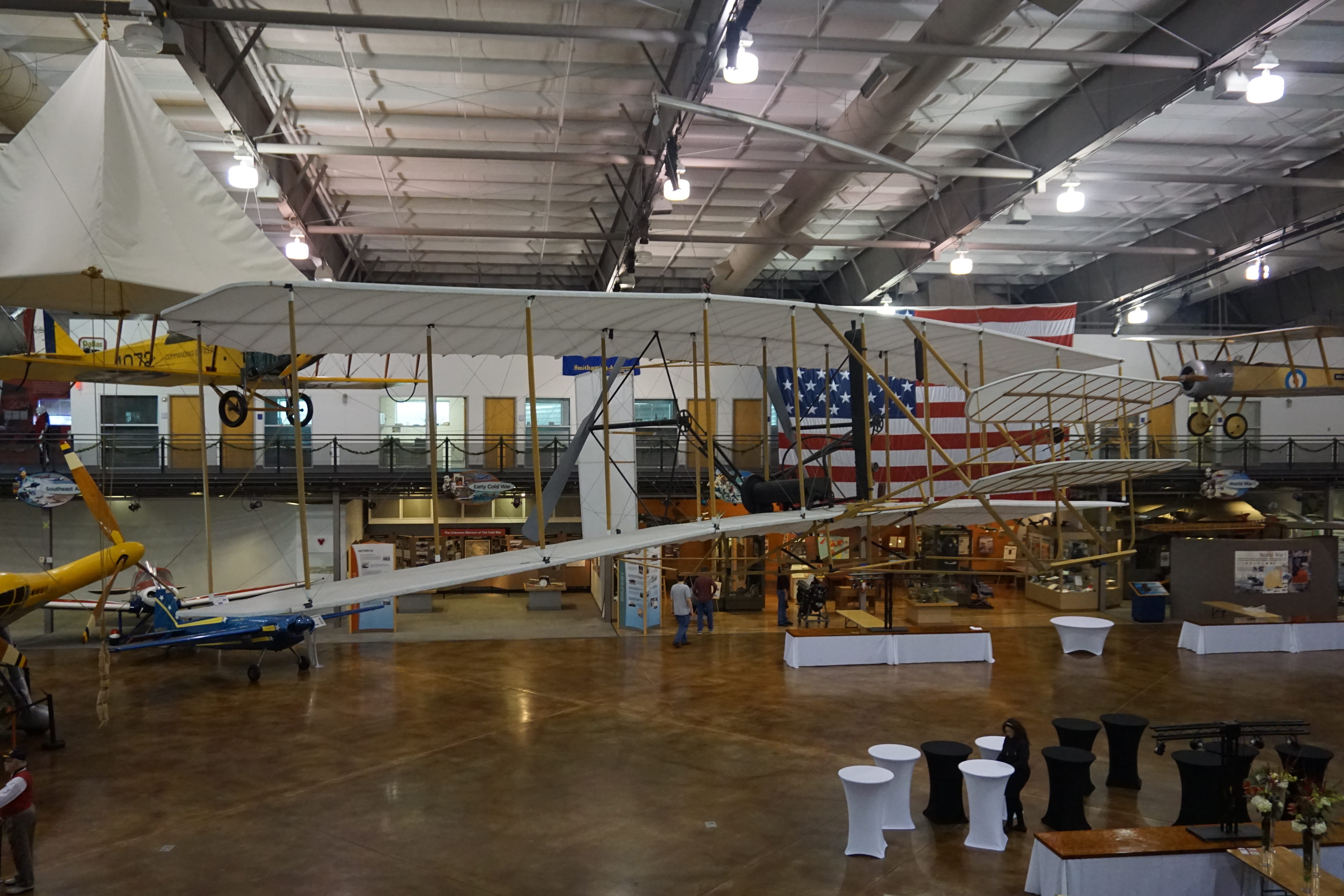
飛行前沿博物館（英语：Frontiers of Flight Museum）的萊特飛行器複製品。
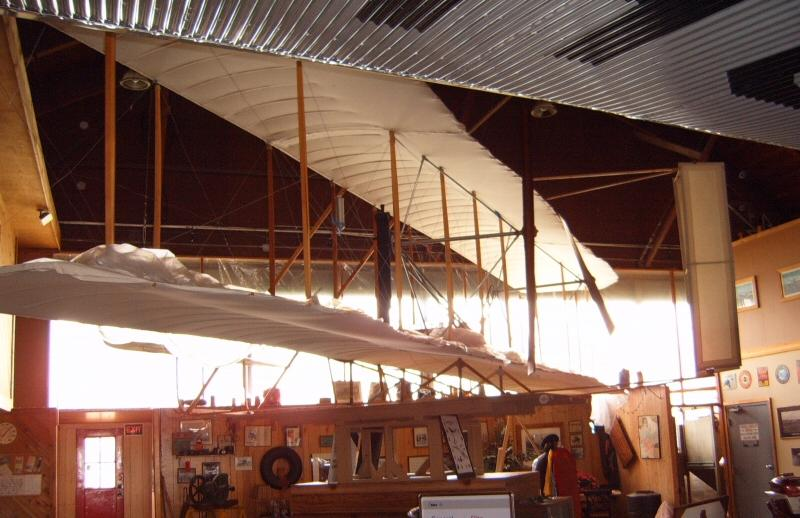
1903年賴斯代爾歷史機庫的萊特飛行器複製品。
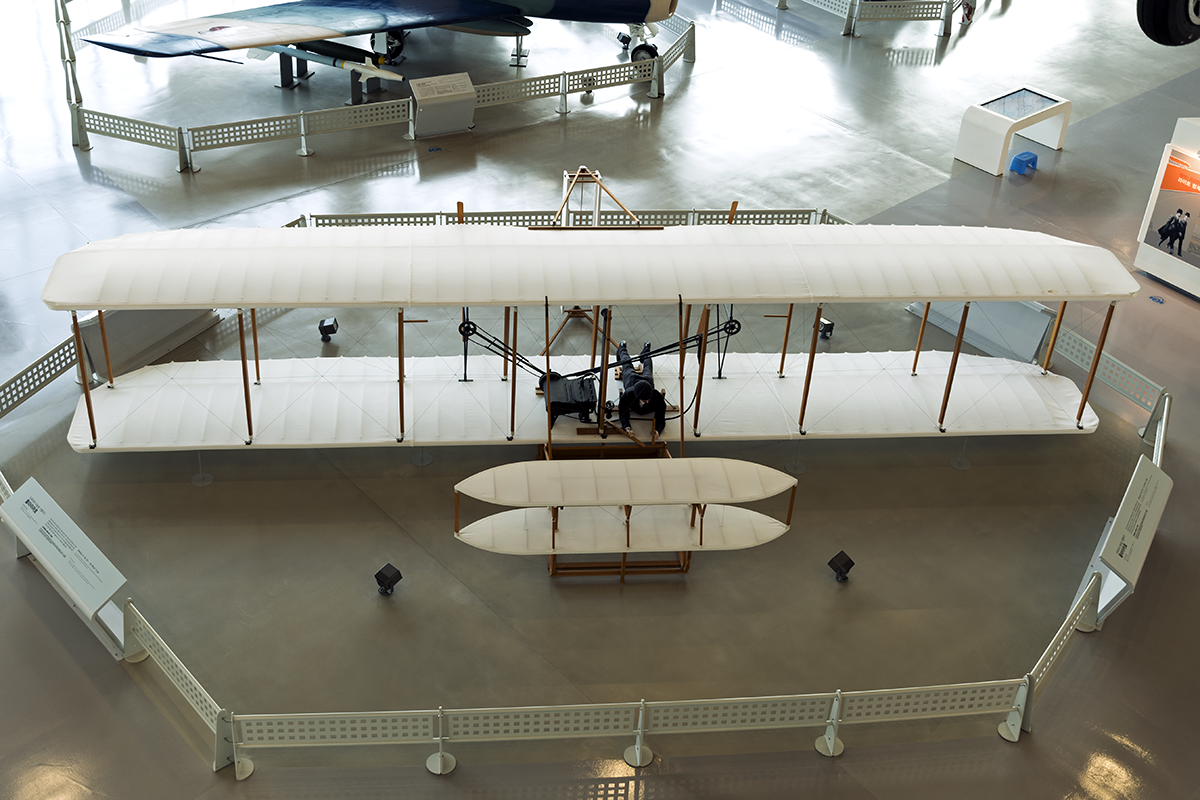
濟州航空航天博物館的萊特飛行器複製品。

## 文物
1969年，萊特飛行器的原始織物和木材部分隨尼爾·阿姆斯特朗攜帶的PPK一同登上阿波羅11號鷹號登月艙抵達月球表面，隨後又從哥倫比亞指揮艙返回地球。這件文物現展示在北卡羅來納州基蒂霍克的萊特兄弟國家紀念館遊客中心。
1986年，萊特飛行器的另外一些原始木材和織物部分，以及奧維爾·萊特的一張便條，由北卡羅來納州本地的宇航員迈克尔·约翰·史密斯帶上了挑戰者號太空梭的STS-51-L任務，然而這架太空梭在發射後不久便發生了爆炸。這些木材、織物部分和萊特的便條從太空梭殘骸中被找回，並展示在北卡羅來納州歷史博物館。
萊特飛行器機翼織物的一小塊被固定在火星無人直升機「机智号」的太陽能板下方的電纜上。 2021年4月19日，「堅毅號」成為第一架在火星上進行控制大氣飛行的飛行器。在進行更多的探索和測試之前，「堅毅號」在火星上的第一個基地被命名為萊特兄弟飛行場。

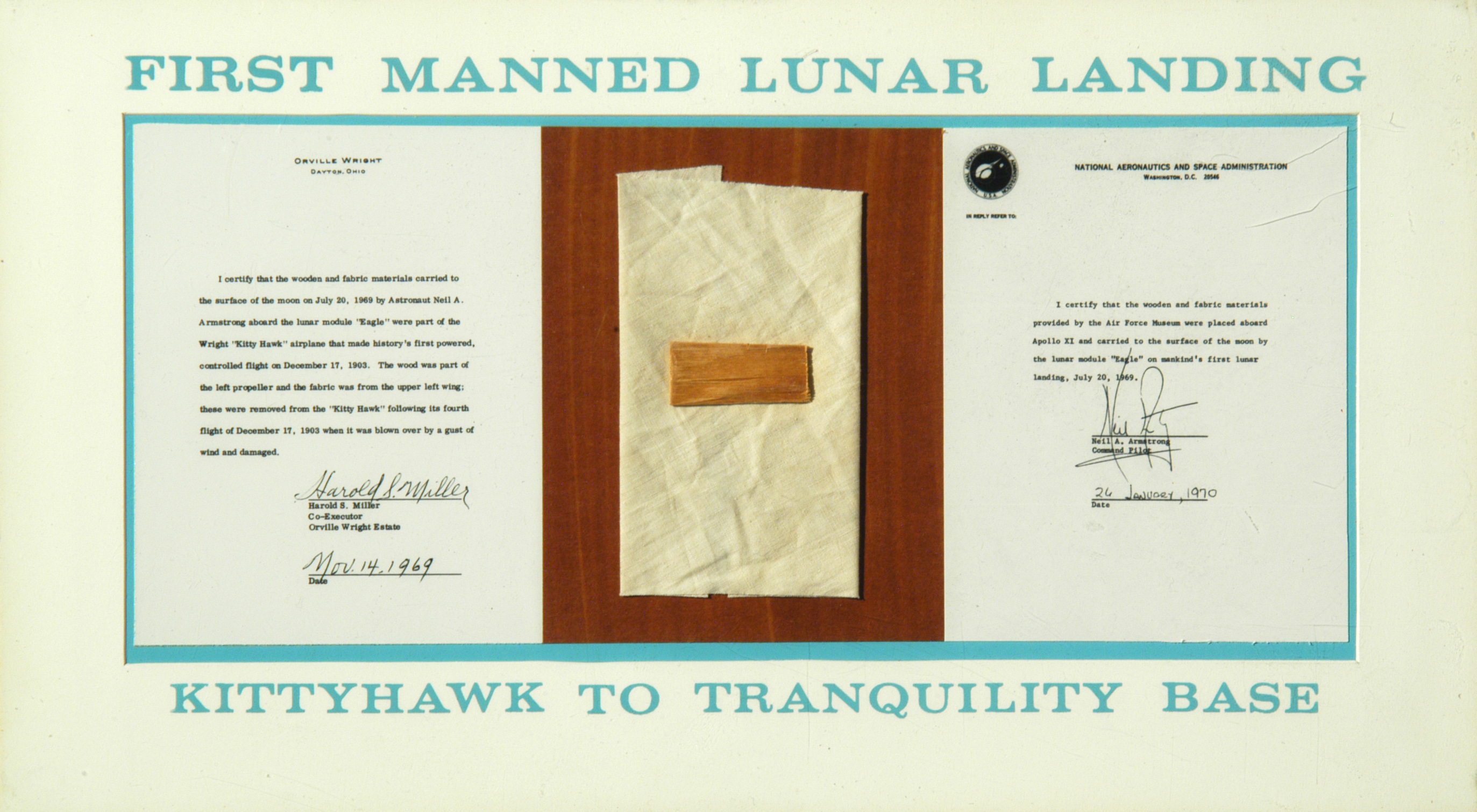
1969年，尼爾·阿姆斯特朗乘坐阿波羅11號將萊特飛行器木材和織物帶到月球，並乘坐登月艙鷹號登月艙（英语：Lunar_Module_Eagle）抵達月球表面
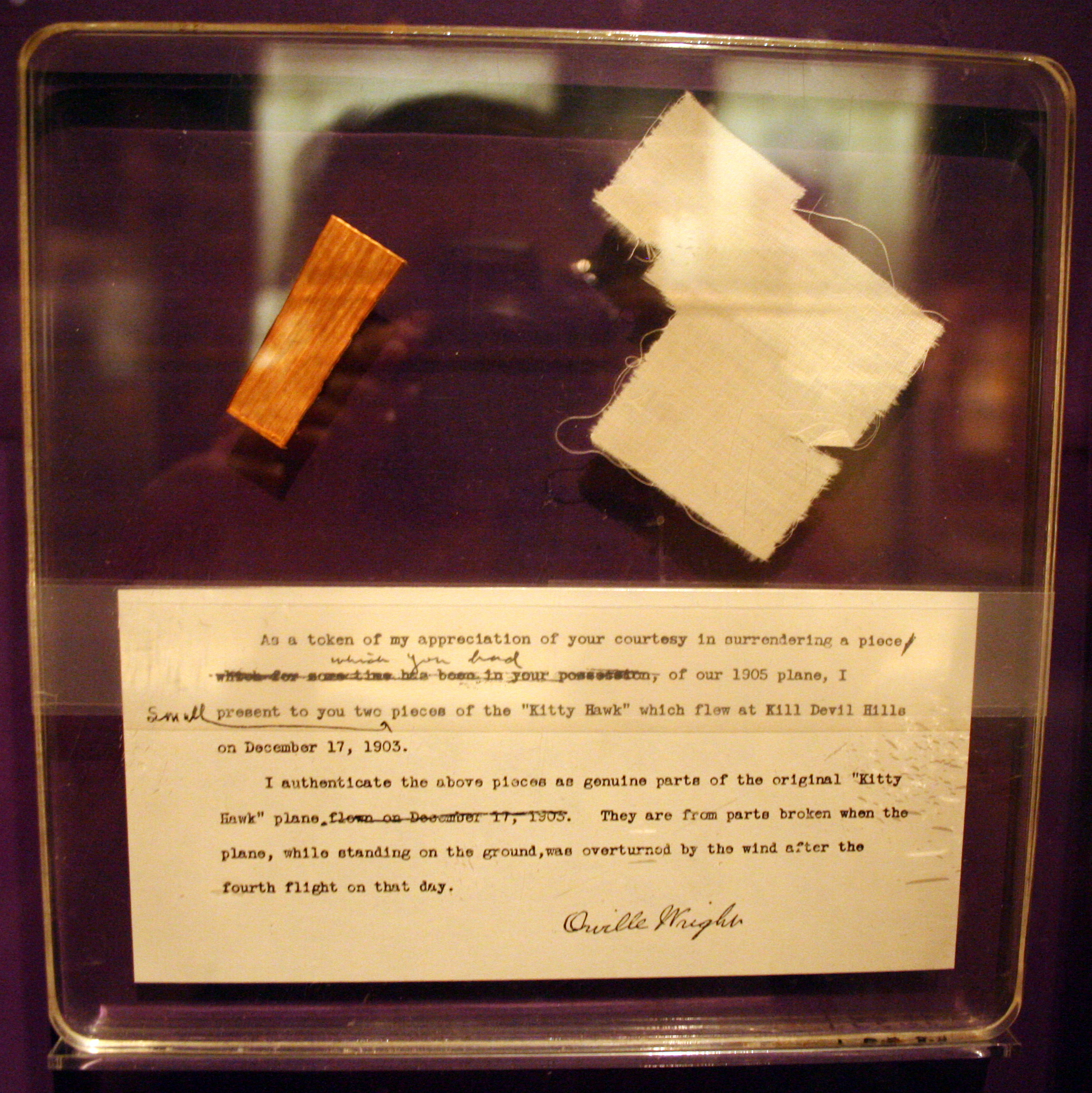
萊特飛行器木材、織物和奧維爾·賴特的信封，該物件曾搭載挑戰者號太空梭STS-51-L任務，該任務在升空後不久發生爆炸。
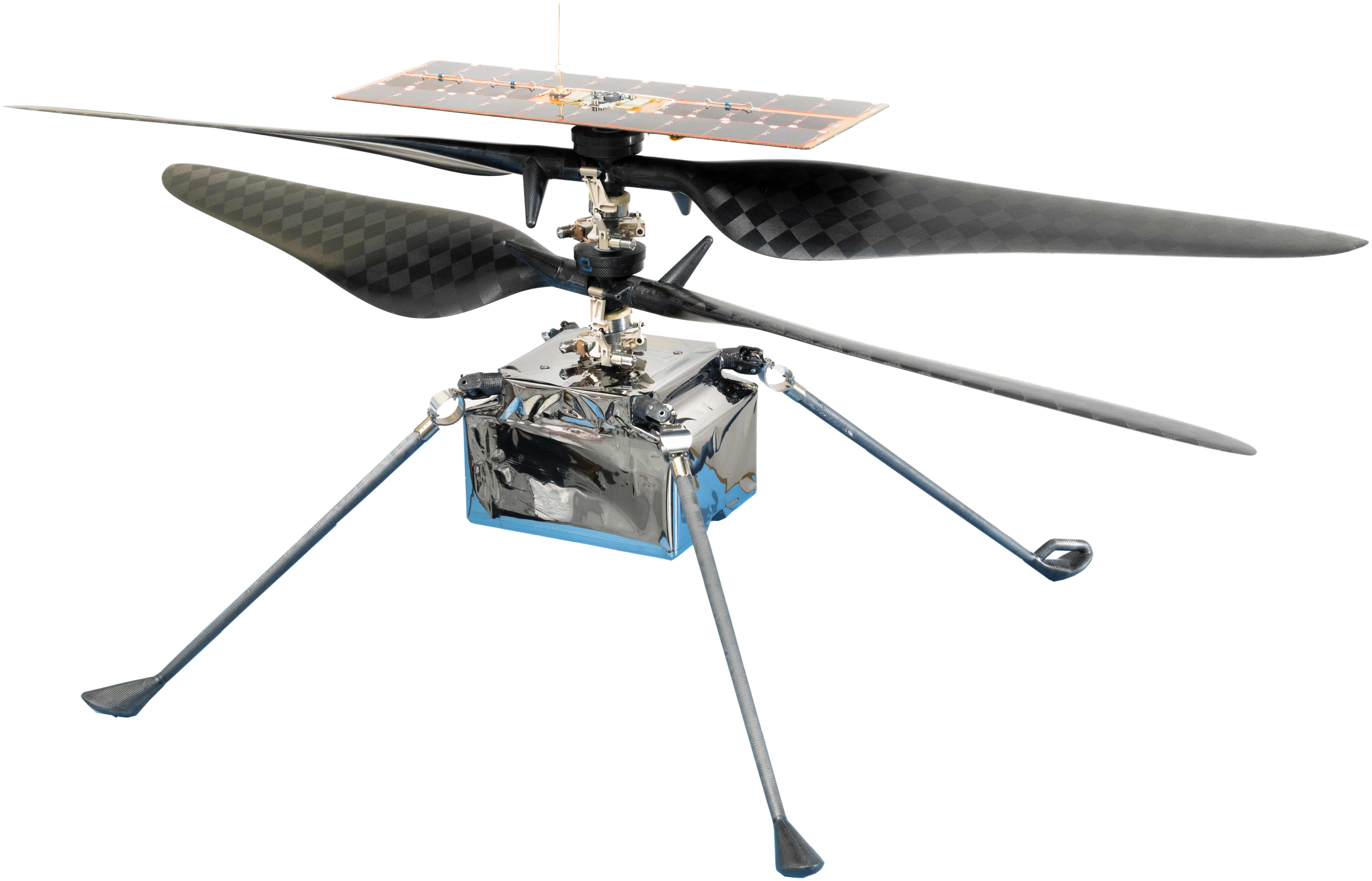
一塊萊特飛行器的機翼織物連接到「机智号」直升機上，這是第一架在火星上飛行的動力飛機。

## 規格
基本信息
- 机组：1
- 長度：21英尺1英寸（6.43）
- 翼展：40英尺4英寸（12.29）
- 高度：9英尺0英寸（2.74）
- 机翼面积：510平方英尺（47平方）
- 空重：605磅（274）
- 最大起飛重量：745磅（338）
- 发动机：1台Wright直列直列四缸引擎水冷式引擎，排气量为201.1 cu in（3,295 cc）立方英寸（cc）。[6]，12匹马力(8.9千瓦)
- 螺旋桨：2桨叶萊特「橢圓形」螺旋槳，8英尺6英寸（2.59）直径

性能
- 最大速度：30英里每小時；26節（48每小時）
- 升限：30英尺（9.1）
- 翼载：1.4磅每平方英尺（6.8每平方）
- 功重比：0.02 hp/lb (15 W/kg)

## 紀念
萊特兄弟和他們的飛機已在美國225美分硬币和多張美國郵票上得到紀念。
|  |  |  |  |  |